# 노구치 히로시
노구치 히로시(일본어: 野口 裕司, 1972년 2월 25일 ~ )는 일본의 전 축구 선수이다.

## 구단 경력
1994년 재팬 풋볼 리그의 교토 퍼플 상가에 입단했다. 1995년 재팬 풋볼 리그 준우승으로 J1리그로 승격했다. 2002년까지 228경기에 출전하여, 27득점을 넣었다. 2003년 J2리그의 오미야 아르디자로 이적했다. 2003년후 현역 은퇴.